# Trubia
Trubia es una parroquia y un lugar de dicha  parroquia, perteneciente al concejo asturiano de Oviedo (España).
Situada a apenas 12 kilómetros de la ciudad de Oviedo, en la confluencia del río Nalón y del río Trubia que da nombre a la localidad y al valle, Trubia sirve de puerta de acceso al Valle del Oso. La localidad es especialmente conocida por su fábrica de armas fundada en el siglo XVIII y aún en funcionamiento, actividad que generó un amplio patrimonio industrial en la localidad. 

## Historia
Los primeros vestigios de asentamientos humanos encontrados en la actual parroquia son las recientemente descubiertas pinturas rupestres, localizadas a 7 kilómetros de Trubia y entre San Andrés de Trubia y Tuñón (Santo Adriano).
Respecto a los vestigios conservados de la época celta, hay dos yacimientos; uno en Las Cuestas y otro en Perlín, situados uno a cada lado del río Trubia, en las partes más altas del valle de este río. Estos asentamientos son el Castro del Pico El Cogollo, en Las Cuestas, que tiene unas dimensiones de 50 por 60 metros, y el Castro del Pico Castiello, en Perlín, con 120 metros de largo y 50 de ancho.
El primer registro documental que se conserva de Trubia es una carta que Cladila, Obispo de Braga, envía en 863 a unos monjes, con la que les otorga la concesión de asentarse en la zona de Trubia, junto a la iglesia de San Pedro y San Pablo y varias heredades más.
Aunque no es un acontecimiento relacionado directamente con la parroquia de Trubia, cabe mencionar que la segunda batalla de la Reconquista, después de la de Covadonga, está situada por los historiadores en la zona de Olalíes, población que se ha tratado de localizar en la ribera del río Trubia, cerca de Proaza.[cita requerida]
A finales del siglo XVIII y principios del XIX se asienta en la localidad la Real Fábrica de Armas de Trubia, que disponía de un horno de fundición.[cita requerida] Este hecho supuso un boom demográfico en la parroquia.
En 1885 la parroquia de Trubia pasó a depender de Oviedo, junto con las parroquias de Pintoria y Udrión, todas ellas pertenecientes hasta entonces al concejo de Grado. Históricamente, también se conoce con el nombre de Trubia a este territorio en su totalidad, e incluye, por lo tanto, las tres parroquias mencionadas (Trubia, Udrión y Pintoria), además del barrio de Soto (Soto de Arriba y Soto de Abajo), que pertenece actualmente a la parroquia de Godos.[cita requerida]

## Industria
Entre los numerosos atractivos de Trubia, destaca la convivencia entre la industria, la historia y la naturaleza. La margen izquierda del río Trubia alberga la Fábrica de Armas de Trubia. A finales del siglo XVIII, España declaró la guerra a la Francia revolucionaria, que había ejecutado al antiguo rey, Luis XVI, por entonces denominado Luis Capeto. La guerra discurrió de forma desastrosa para España, que se vio obligada a firmar la Paz de Basilea el 22 de julio de 1795. El gobierno de España temió perder los territorios próximos a la frontera francesa. Las fábricas navarras de Eugui y Orbaiceta habían sido asediadas y asaltadas. El Gobierno encargó una localización alejada de la frontera y eligió en Asturias aquella en la que se podía instalar una industria militar, con el objetivo de atender las necesidades de material bélico del Ejército español y de la Armada Real, y suplir así las deficiencias que presentaban otros establecimientos por su proximidad a la frontera pirenaica.
En 1794 se decidió instalar esa factoría en un paraje donde no estuviesen distantes los yacimientos de aquellas materias primas a utilizar, como eran la madera, hierro y carbón, «el punto de unión de río Trubia con el Nalón, en las inmediaciones de Udrión». Esta operación supuso desplazar miles de personas desde el País Vasco a Asturias. No solamente operarios, también sus familias, que se distribuirían por oficios en Trubia, así como en otros municipios. La producción se llevaba a Trubia, donde se montaban las piezas y se construían las armas.
El paraje elegido para la instalación de la empresa era el idóneo, el cerrado valle ayudaba a la defensa de la empresa con pocos militares, al tiempo que la cercanía de los dos ríos propiciaba la utilización de agua sin ningún tipo de restricción ni problema de acarreamiento. La cercanía de numerosos bosques también favoreció la elección, ya que de esta forma se garantizaba la materia prima para la obtención de carbón de coque.
El general Elorza, siendo director de la fábrica de Trubia, fundó en 1850 la que fue primera Escuela de Artes y Oficios, la famosa Escuela de Aprendices para que los hijos de los trabajadores se formasen en aquellos oficios que precisaría la factoría en años sucesivos.
Actualmente, la mayor parte de la Fábrica de Armas es utilizada por Santa Bárbara Sistemas y el Taller de Municiones por Rheinmetall Expal Munitions. 
Además de la industria armamentística, también destaca la carboquímica, con una planta de Química del Nalón instalada en 1943.
Trubia contaba desde el siglo XIX con teatro, ateneo, escuelas de artes y oficios, coral polifónica, banda de música y equipo de fútbol, etc.

## Organización administrativa
La parroquia de Trubia consta de diez entidades singulares de población: Camales, Las Cuestas, Perlavia, Perlín, San Andrés, la propia Trubia, La Quintana, La Riera, La Vega y Molina.

## Demografía
| Gráfica de evolución demográfica de Trubia entre 2000 y 2014 |
|                                                              |

| Año         | 2000  | 2001 | 2002 | 2003 | 2004 | 2005 | 2006 | 2007 | 2008  | 2009  | 2010  | 2011  | 2012  | 2013  |
| Camales     | 64    | 56   | 44   | 25   | 24   | 24   | 25   | 11   | 14    | 16    | 11    | 8     | 8     | 6     |
| Las Cuestas | 97    | 98   | 91   | 87   | 87   | 89   | 91   | 93   | 88    | 82    | 85    | 85    | 86    | 81    |
| Perlavia    | 63    | 65   | 57   | 55   | 53   | 51   | 49   | 56   | 58    | 57    | 57    | 58    | 58    | 57    |
| Perlín      | 89    | 79   | 75   | 80   | 81   | 80   | 85   | 68   | 68    | 59    | 54    | 52    | 53    | 50    |
| San Andrés  | 178   | 173  | 169  | 172  | 171  | 160  | 161  | 149  | 145   | 144   | 151   | 152   | 156   | 151   |
| Trubia      | 1.020 | 979  | 954  | 938  | 898  | 903  | 913  | 977  | 1.067 | 1.163 | 1.215 | 1.238 | 1.276 | 1.251 |
| La Quintana | 44    | 48   | 46   | 41   | 40   | 39   | 44   | 44   | 43    | 42    | 38    | 32    | 29    | 32    |
| La Riera    | 511   | 513  | 499  | 481  | 469  | 452  | 440  | 409  | 401   | 395   | 383   | 384   | 377   | 366   |
| La Vega     | 21    | 21   | 21   | 21   | 20   | 16   | 16   | 16   | 16    | 18    | 16    | 16    | 15    | 14    |
| Molina      | 2     | 4    | 13   | 36   | 39   | 37   | 42   | 42   | 47    | 51    | 48    | 42    | 37    | 35    |

## Patrimonio histórico

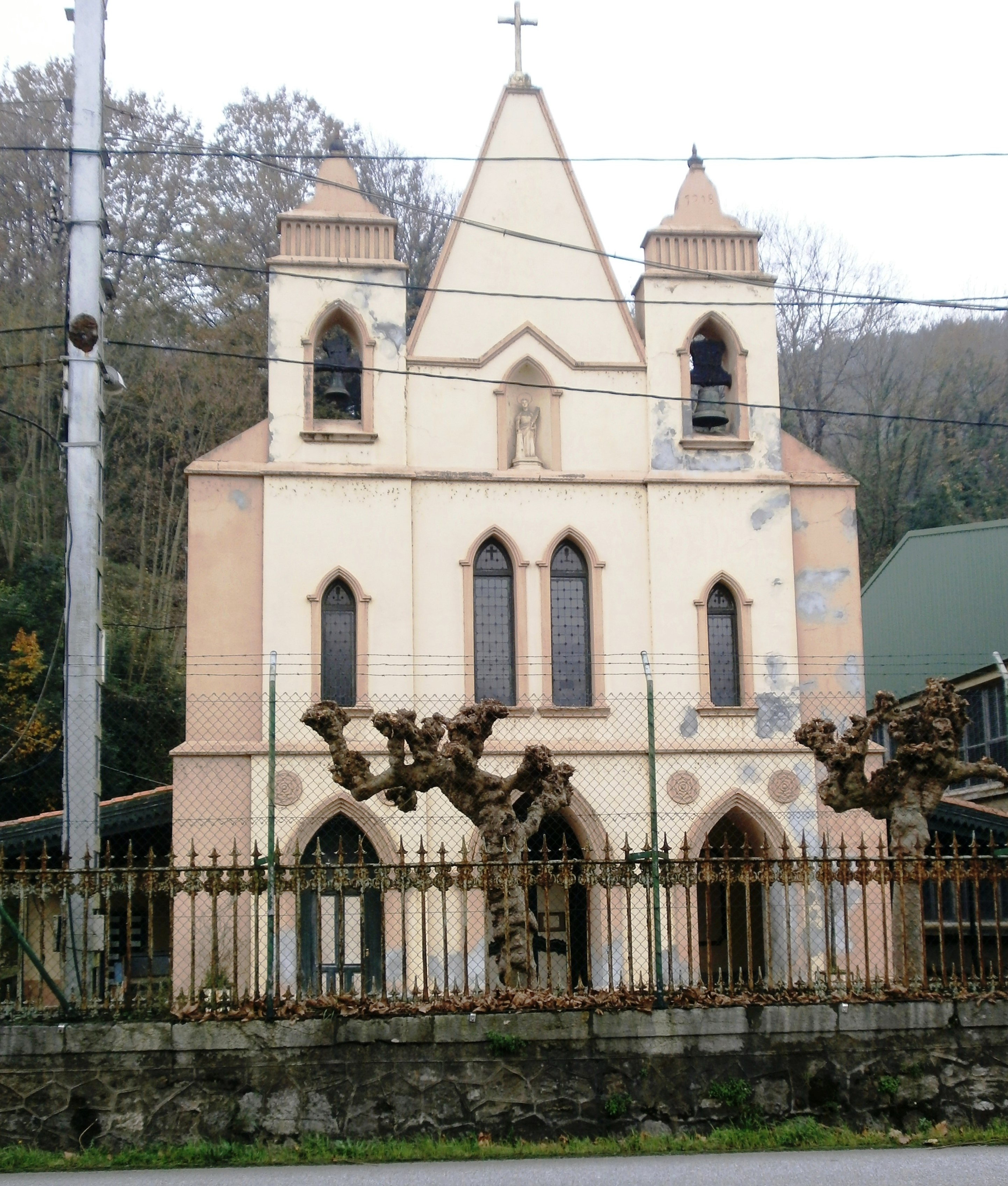
Antigua capilla de la fábrica

- Real Fábrica de Armas
  - Oficinas
  - Talleres
  - Taller de cañones
  - Capilla
- Círculo obrero (teatro)
- Antiguo casino de ingenieros
- Antiguo hotel de ingenieros
- Antigua de aprendices
- Barrio de Junigro
- Estación de ferrocarril
- Iglesia de Santa María de Trubia

## Transporte
El acceso a Trubia por carretera puede hacerse a través de:
- A-63: Autovía Oviedo-La Espina.
- N-634: Carretera San Sebastián-Santiago de Compostela, que la conecta a Oviedo y Grado.
- AS-228: Carretera Trubia-Puerto Ventana, que la conecta a Proaza y Teverga.
- AS-233: Carretera Avilés-Trubia.

Además, Trubia tiene una estación de ferrocarril integrada en la red de FEVE que tiene conexión con las líneas Ferrol-Oviedo, Oviedo-San Esteban de Pravia y Trubia-Gijón.
Debido a su pertenencia al concejo de Oviedo, Trubia cuenta con conexión con la capital a través de los autobuses urbanos- TUA (L2), con una frecuencia de 30 minutos de lunes a sábado, y de 1 hora los domingos

## Personas destacadas
Fernando Fuertes de Villavicencio (1901-1996), militar. Jefe de la Casa Civil de Franco (1974-1975). Consejero Delegado Gerente del Patrimonio Nacional (1963-1981). También fue jugador y vicepresidente del Atlético de Madrid.